# Sergio Omar Almirón
Pour les articles homonymes, voir Sergio Almirón et Almirón.
Sergio Omar Almiron (né selon les sources le 18 août ou le 18 novembre 1958, à Rosario) est un footballeur argentin, qui évoluait au poste d'attaquant.

## Biographie
(avril 2016).
Joueur particulièrement adroit face au but, doté d'un pied gauche d'une puissance phénoménale, il fait l'essentiel de sa carrière au Newell's Old Boys de Rosario. Plusieurs fois sacré meilleur buteur du championnat argentin, il fait partie de la fameuse équipe qui remporte la Coupe du monde de football de 1986 au Mexique. Les relations assez fraiches qu'entretient alors Almirón avec Maradona, et les plans de jeu de l'entraîneur Bilardo qui rechigne à évoluer avec deux attaquants, lui interdisent cependant une place de titulaire durant cette phase finale, et ce, alors qu'il a disputé la majeure partie des matchs éliminatoires de la zone Amsud. 
À l'issue de la Coupe du monde, il quitte Rosario pour le FC Tours, qui évolue alors en deuxième division. Il constitue un tandem avec l'autre buteur argentin du club, Raoul Vargas Rios qui doit perpétuer la piste argentine bien connue des supporters après les passages de Delio Onnis et d'Omar da Fonseca. Impressionnant lors des matchs amicaux, son adaptation est néanmoins retardée par quelques problèmes d'entente avec ses coéquipiers, Almirón ne parlant pas ou très mal le français. Les problèmes financiers du club tourangeaux qui n'atteint pas son objectif de départ, la remontée en première division, feront le reste, malgré les dix buts marqués par Almiron. On a longtemps discuté de son rendement, mais il faut reconnaître qu'il ne fut pas si mauvais que cela s'agissant d'une première saison dans un championnat qu'il ne connaissait pas. 
À l'été 1987, il part au Mexique avant de terminer sa carrière en Argentine dans des clubs nettement moins huppés que les précédents. 
Malgré une carrière internationale en demi-teinte, Sergio Almirón reste l'un des plus grands joueurs de l'histoire des Newell's Old Boys. Responsable du centre de formation, il a par la suite entraîné Newell's au milieu des années 2000. 
Son fils, Sergio Bernardo Almirón, joue actuellement en Europe.

## Carrière
- 1977-1989 : Newell's Old Boys (Argentine)
- 1989-1990 : Tours FC (France)
- 1990-1991 : Tigres UANL (Mexique)
- 1991-1992 : Estudiantes LP (Argentine)
- 1992-1994 : Central Córdoba (Argentine)
- 1994 : Club Atlético Talleres (Argentine)[1]

- International argentin : 3 sélections / 3 buts.